# وادی نینی
وادی نینی (به عربی: وادی نینی) یک شهرداری در الجزایر است که در استان ام‌البواقی واقع شده‌است. وادی نینی ۴٬۸۵۱ نفر جمعیت دارد.